# Kemar Bailey-Cole
Kemar Bailey-Cole (Saint Catherine, 10 januari 1992) is een Jamaicaanse sprinter. Hij nam tweemaal deel aan de Olympische Spelen en hield daar twee gouden medailles aan over, hoewel hij beide keren zelf niet in de betreffende finales uitkwam.

## Loopbaan
Bailey-Cole nam in 2012 voor het eerst deel aan de Olympische Spelen. In Londen maakte hij in de kwalificaties van de 4 x 100 m estafette deel uit van het Jamaicaanse viertal. In de finale werd hij vervangen door Usain Bolt. Het Jamaicaanse viertal behaalde de gouden medaille. Voor zijn aandeel in de reeksen kreeg Bailey-Cole eveneens een gouden medaille.
Op de wereldkampioenschappen van 2013 in Moskou werd Bailey-Cole vierde op de 100 m in 9,98 s. Samen met Bolt, Nickel Ashmeade en Nesta Carter liep Bailey-Cole vervolgens naar de wereldtitel op de 4 x 100 m estafette.
Tijdens de Olympische Spelen van 2016 maakte Bailey-Cole opnieuw deel uit van het Jamaicaanse team in de kwalificaties van de 4 x 100 m estafette. In de finale behaalden zijn teamgenoten de titel, wat hem zijn tweede gouden medaille opleverde.

## Titels
- Wereldkampioen 4 x 100 m - 2013
- Gemenebestkampioen 100 m - 2014
- Gemenebestkampioen 4 x 100 m - 2014

## Persoonlijke records
| Onderdeel | Prestatie         | Datum            | Plaats   |
| --------- | ----------------- | ---------------- | -------- |
| 100 m     | 9,92 s (-0,8 m/s) | 24 juli 2015     | Londen   |
| 200 m     | 20,66 s (0,0 m/s) | 14 maart 2015    | Kingston |
| 400 m     | 47,20 s           | 11 februari 2017 | Kingston |

## Prestaties

### 100 m
Kampioenschappen
- 2013: 4e WK - 9,98 s
- 2014:  Gemenebestspelen - 10,00 s

Diamond League-podiumplekken
- 2012:  Memorial Van Damme - 9,97 s

### 4 x 100 m
- 2012:  OS - 36,84 s (WR)[1]
- 2013:  WK - 37,36 s
- 2014:  Gemenebestspelen - 37,58 s
- 2016:  OS - 37,26 s[2]

1983 King, Gault, Smith, Lewis ·
1987 McRae, McNeill, Glance, Lewis ·
1991 Cason, Burrell, Mitchell, Lewis ·
1993 Drummond, Cason, Mitchell, Burrell ·
1995 Esmie, Gilbert, Surin, Bailey ·
1997 Esmie, Gilbert, Surin, Bailey ·
1999 Drummond, Montgomery, Lewis, Greene ·
2001 Nagel, du Plessis, Newton, Quinn ·
2003 Capel, Williams, Patton, Johnson ·
2005 Doucouré, Pognon, De Lépine, Dovy ·
2007 Patton, Spearmon, Gay, Dixon ·
2009 Mullings, Frater, Bolt, Powell ·
2011 Carter, Frater, Blake, Bolt ·
2013 Carter, Bailey-Cole, Ashmeade, Bolt ·
2015 Carter, Powell, Ashmeade, Bolt ·
2017 Ujah, Gemili, Talbot, Mitchell-Blake ·
2019 Coleman, Gatlin, Rodgers, Lyles ·
2022 Brown, Blake, Rodney, De Grasse ·
2023 Coleman, Kerley, Carnes, Lyles